# Ebrahim Hemmatnia
Ebrahim Hemmatnia (1976. június 25. –) kalandor, a WillPowered alapítvány igazgatója, aki először kelt át az óceánon kétéltű pedálos járművel.

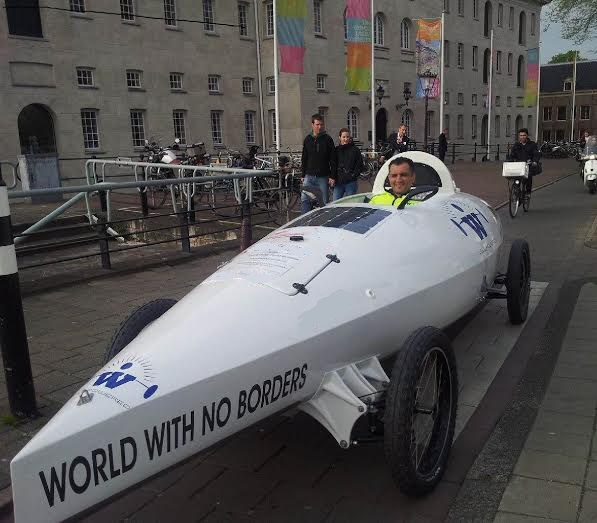
Ebrahim Hemmatnia, boatbike-jában

## Fordítás
Ez a szócikk részben vagy egészben  az   Ebrahim Hemmatnia című angol Wikipédia-szócikk ezen változatának fordításán alapul.  Az eredeti cikk szerkesztőit annak laptörténete sorolja fel. Ez a jelzés csupán a megfogalmazás eredetét és a szerzői jogokat jelzi, nem szolgál a cikkben szereplő információk forrásmegjelöléseként.